# Île Matapara
L'île Matapara, également connue sous son nom anglais île Pickersgill, est un îlot des Marlborough Sounds, situé dans la partie basse de la baie de Tōtaranui, au nord de l'île Arapaoa et à l'est de l'île Blumine.

## Toponymie
Le nom anglais de Pickersgill est donné à l'île par James Cook en l'honneur de Richard Pickersgill, lieutenant de l'Endeavour ayant participé à deux des voyages du capitaine.

## Situation
L'île Arapaoa est située dans une région de rias, les Marlborough Sounds, à l'extrémité nord-est de l'Île du Sud. Elle est plus précisément située dans la baie de Tōtaranui, à très faible distance de l'île Arapaoa. Le chenal séparant les deux îles, quoique relativement profond, n'est large que d'environ cent mètres,,.

## Topographie et géologie
L'île mesure 96,32 hectares, soit juste un peu moins d'un kilomètre carré. Son point culminant, qui n'est pas nommé, culmine à 186 mètres d'altitude.
L'île, comme les îles voisines de Blumine ou de Long Island, s'est formée en se séparant d'Arapaoa par subsidence.

## Faune et flore
La végétation de Matapara se caractérise par l'omniprésence de la forêt, et notamment des kohekohe et des beilschmiedia tawa.
L'île de Matapara et ses abords sont un lieu de résidence et de nidification, notamment pour le manchot pygmée et plusieurs espèces de requins,.
Au XIXe siècle, les rats sont introduits et deviennent envahissants. Au début du XXIe siècle, une campagne systématique de piégeage est menée par le Ministère de la Conservation, qui délègue cette mission au Mana Cruising Club Friends. En effet, les rats menacent les populations aviaires, notamment celles des méliphages tui, méliphages carillonneurs, carpophages et des rhipiduras. Une première campagne permet l'éradication en 2005, mais les rats reviennent à la nage depuis Arapaoa. La décennie suivante voit l'extension de la campagne à l'ensemble des Marlborough Sounds, ainsi que la généralisation de méthodes d'élimination sans poison,,.

## Occupation humaine
L'histoire de l'île de Matapara est indissociable de celle de l'iwi Te Ati Awa ; plusieurs lieux de l'île étaient considérés comme wāhi tapu, c'est-à-dire zones sacrées et interdites. Les plages de l'île, en revanche, étaient très utilisées comme lieux de pêche et de préparation des bateaux. L'île avait en outre une fonction militaire stratégique,. 